# ضريح سيدي الذوق
ضريح سيدي الذوق هو ضريح يعود تاريخه إلى عصر المماليك، واشتهر بمقولة مصرية تقول بأن «الذوق مخرجش من مصر». تنحصر القصص حول صاحب الضريح في 3 روايات الأولى تقول بأنه كان تاجراً ومن فتوات المحروسة، سعى دوماً لحل مشاكل أهالي الحي القديم، لكنه ضاق ذرعاً بالمشاجرات المتكررة فقرر أن يغادرها ولشدة حزنه على فراقها لم يستطع استكمال المشوار فسقط ميتاً ودفن على بابها أو أن الحاكم في ذلك الوقت قضى بأن يوضع الفتوات في السجون فاستشعر الذوق الحرج لمكانته بين الأهالي وقرر الخروج من مصر، ولكنه لم يتحمل فراق وطنه، وسقط متوفياً فور مروره من باب الفتوح، فحزن عليه أهل المحروسة، وقرروا أن يدفنوه مكان سقوطه. وتقول الرواية الثانية بأن صاحب الضريح كان شخصاً مبروكاً لكنه قرر الرحيل بسبب ضيق ذرعه بأحوال البلاد، ولكن قبل أن يخرج من باب الفتوح مات فأنشأ الأهالي الضريح في نفس مكان وفاته. أما الرواية الثالثة فتقول بأن صاحب القبر أصله مغربي جاء إلى مصر وعاش بين أهلها، لكنه حين مرض أراد أولاده نقله إلى بلاده ليموت ويدفن بها لكنه رفض فأجبروه على الرحيل لكنه توفى على باب الفتوح قبل أن يغادرها، فتعامل الأهالي مع قبره باعتبار أنه من أولياء الله. أنشئ حجاب الضريح من الخشب، وأعلاه قبة خضراء صغيرة يعلوها هلال ذهبي، عليها كتابات باللون الأسود أعلى الباب نصها «ضريح العارف بالله سيدي الذوق».